# صاریع دم‌حلقه‌ای لمورگون
 صاریع دم‌حلقه‌ای لمورگون (نام علمی: Hemibelideus lemuroides) نام یک گونه از تیره شبه‌دستان است.